# Gunnar Heiberg

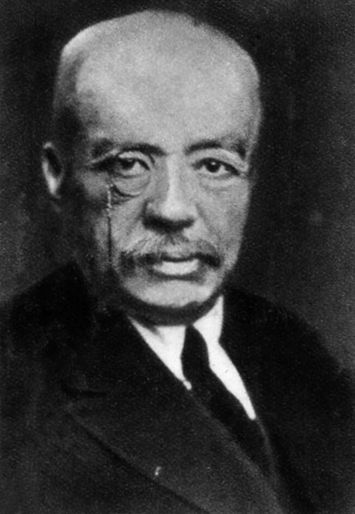
Gunnar Heiberg

Gunnar Edvard Rode Heiberg (* 18. November 1857 in Oslo (damals Christiania); † 22. Februar 1929 ebenda) war ein norwegischer Dramatiker und Journalist.
Beeinflusst von Henrik Ibsen und Émile Zola widmete sich Heiberg dem Theater in der Bewegung des Expressionismus. Seine provokativen Absichten führten dazu, dass mehrere Aufführungen seiner Theaterstücke ausgebuht wurden. Zu seinen bekannteren Stücken zählen Tante Ulrikke (1884), Kong Midas (1890), Balkonen (1894) und Kjærlighedens Tragedie (1904).
Ab 1882 arbeitete er zeitweise als Journalist und Theaterkritiker für norwegische Zeitungen wie Dagbladet oder Verdens Gang. Von 1884 bis 1888 leitete er das Theater Den Nationale Scene in Bergen.
Heiberg gehörte zur „pjolterintelligentsia“, einem intellektuellen Kreis von freizügigen Künstlern und Schriftstellern mit hohem Alkoholkonsum, der sich um den Kritiker Carl Nærup scharrte, und zu dem auch Nils Collett Vogt, Nils Kjær, Jens Thiis und Sven Elvestad zählten. Carl Nærup bezeichnete  Gunnar Heiberg und Nils Kjær 1905 als die beiden geistreichsten Kritiker in der norwegischen Tagespresse. „Beide haben die gleiche gesellschaftslose, unzivilisierte Lebensauffassung, das gleiche nomadische Temperament, die gleiche Lust am Kampf um des Kampfes willen – oder um der Kunst willen. Denn sie sind in erster Linie Künstler. Wortkünstler. Beide haben die besondere Vorstellungskraft, die nötig ist, um das eine richtige, treffende, alles sagende Wort zu finden. Das Wort ist ihnen heilig – wahrscheinlich das einzige Heiligtum, dem sie bedingungslos zu huldigen bereit sind.“

## Werke (auf Deutsch)
- Dramen. Drei Bände. Übersetzt von Gustav Morgenstern. Georg Merseburger, Leipzig:
  - Band 1: Tante Ulrike. Schauspiel in 4 Akten, 1911
  - Band 2: Tragödie der Liebe. Vier Akte, 2. A. 1926
  - Band 3: Das große Los. Schauspiel in 5 Akten, 1910